# Mente

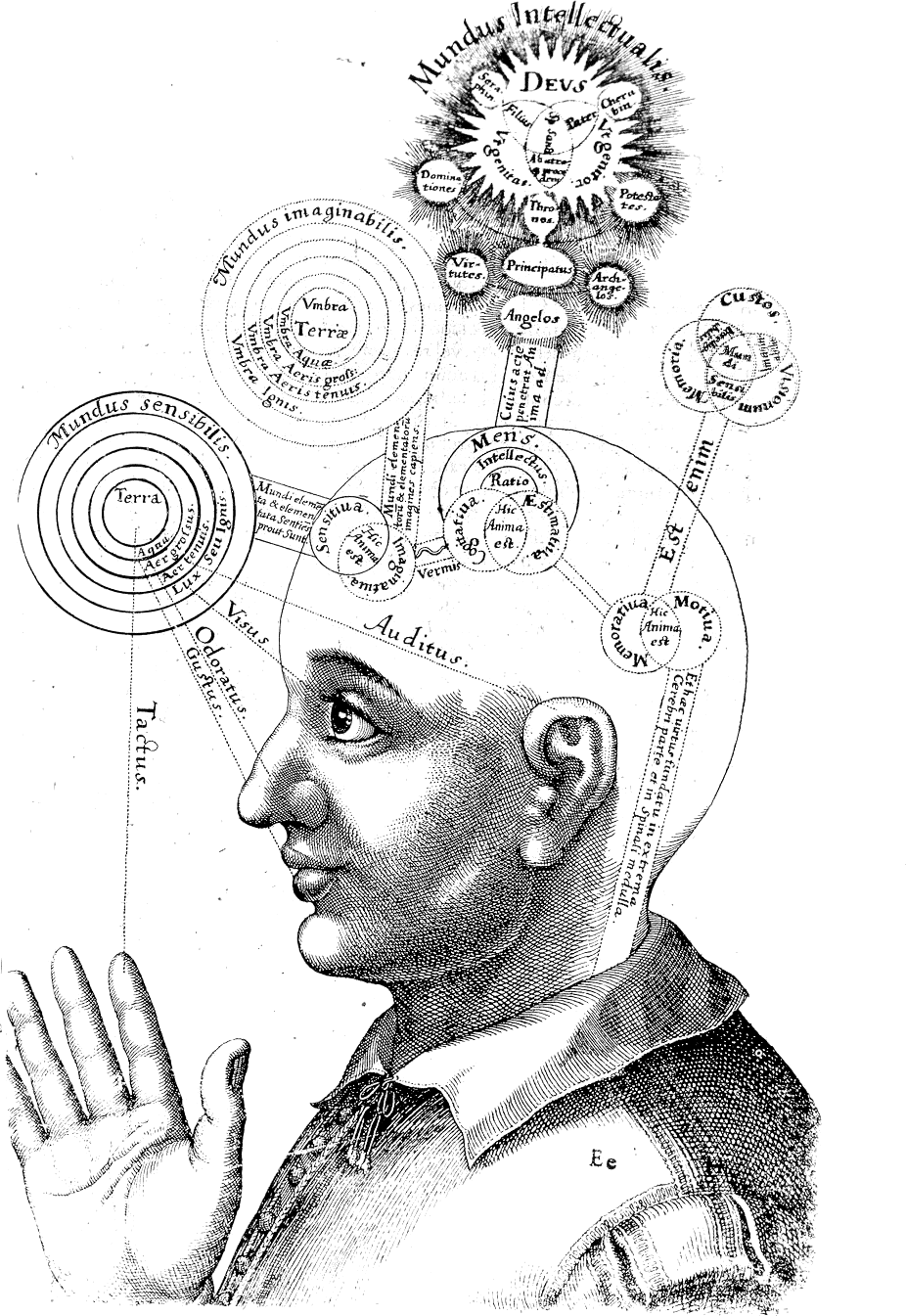
Schema del funzionamento della mente in un disegno dellUtriusque cosmi di Robert Fludd (1617)

Il termine mente è comunemente utilizzato per descrivere l'insieme delle funzioni superiori del cervello e delle emozioni e, in particolare, quelle di cui si può avere soggettivamente coscienza in diverso grado, quali la percezione, il pensiero, l'intuizione, la ragione, la memoria, la volontà. 
Sebbene molte specie animali condividano con l'uomo alcune di queste facoltà, il termine è di solito impiegato a proposito degli esseri umani. Molte di queste facoltà, rintracciabili a livello neurofisiologico nell'attività della corteccia cerebrale, danno forma nel complesso all'intelligenza. Il termine psiche fa riferimento invece all insieme delle funzioni cognitive e della dimensione irrazionale, comprendendo cioè istinti e dimensione del profondo (inconscio).
All'utilizzo in senso tecnico neurofisiologico si è anche affiancato un utilizzo di tipo metafisico. In tale prospettiva, la mente diventa qualche cosa di divino, e tale presunta entità soprannaturale, come ad esempio nell'espressione "la mente di Dio", assume qualità pensanti che alludono a una mente superiore com'era il Dio di Spinoza. 

## Teorie della mente
Fin dall'antichità la mente è stata oggetto di concettualizzazioni sempre in associazione col concetto di anima, in Grecia nominata psiché e in India jivatman. Nel mondo greco concettualizzazioni della mente-anima risalgono a Platone, ad Aristotele e ad altri filosofi della Grecia antica. Tali teorie prescientifiche sono focalizzate sulla relazione tra mente ed anima (intesa come essenza sovrannaturale presente in ogni uomo). Tra il XVII e il XVIII secolo sono state avanzate numerose teorie parziali sulla mente da parte di Cartesio e di Locke, ma solo dalla metà del XIX secolo nascono teorie più esaustive in riferimento ai primi studi approfonditi sulla struttura del cervello. Dalla fine del XIX secolo gli studi sulla mente hanno avuto un incremento notevole che prosegue a tutt'oggi. Da ricordare, oltre agli studi di psicologia sperimentale, quelli propriamente psicoanalitici e psicoterapeutici nati con Freud. Vere e proprie teorie sulla mente incominciano a profilarsi dalla metà del XX secolo e sono tutte, più o meno, implicanti i dati emersi sulla struttura del cervello e la sua comprensione scientifica. Talvolta il concetto di mente è stato utilizzato più o meno come sinonimo di coscienza. 

### Posizioni principali
Il termine è comunque oggetto di acceso dibattito e negli ultimi due decenni il concetto di mente è andato definendosi in tre posizioni principali:  
1. la mente è costituita da caratteristiche assolutamente proprie che fanno sì che sia possibile indagarla soltanto in quanto tale, in sé e senza alcun riferimento ad altro, neppure alla fisiologia del cervello;
2. la mente, in quanto prodotto del cervello, è oggetto d'indagine della neurofisiologia attraverso tecniche moderne d'indagine basate sugli effetti di lesioni cerebrali localizzate e sull'attivazione differenziale (afflusso di sangue) in regioni specifiche a funzione definita e accertata;
3. la mente, almeno per quanto riguarda le funzioni analitiche e computazionali, presenta notevoli analogie con i computer, tali da permettere di identificare nel cervello l'hardware e nella mente il software.

### Attributi
La discussione intorno a quali attributi umani costituiscano la mente è dibattuta. Alcuni sostengono che soltanto le più "alte" funzioni intellettive costituiscano la mente: in particolare, la ragione, l'intuizione, l'intenzionalità e la memoria. In questa prospettiva le emozioni – l'amore, l'odio, la paura, la gioia – avrebbero una natura più "primitiva" e soggettiva, ovvero legati ad una sfera per così dire istintuale, e andrebbero pertanto ben distinte dalla natura della mente e compresi invece nel concetto di psiche. 
Altri invece sostengono che l'aspetto razionale di una persona non può essere distinto da quello emotivo, che essi condividono dunque la stessa natura e che vanno entrambi considerati come appartenenti alla mente dell'individuo giacché le funzioni razionali mediano con l'ambiente e gli altri soggetti le richieste impulsive o desideri irrazionali del profondo. In questa prospettiva vi sono teorie recenti che individuano nella mente differenti funzioni le quali, per quanto integrate (mente plurintegrata), sono distinguibili ed appartengono alle sfere intuitiva, intellettiva, razionale e sentimentale.

### Mente e cervello
Correlata a tale questione, relativa alla qualificazione delle funzioni cerebrali, sta anche quella della loro collocazione all'interno dell'encefalo, ovvero come e dove le facoltà mentali siano riferibili alla struttura del cervello. La questione riguarda una disciplina fiorita nel XIX secolo, la frenologia, oggi perlopiù superata dalle più recenti scoperte. Infatti, se è vero che in linea di massima certe funzioni mentali sono localizzate in determinate aree del cervello umano, è altrettanto vero che al danneggiamento di certe aree cerebrali può corrispondere un trasferimento funzionale ad altre aree. 
I mezzi più importanti d'indagine oggi utilizzati per tali localizzazioni di funzioni sono la tomografia a emissione di positroni (PET) e la risonanza magnetica funzionale per immagini (FMRI), con le quali è possibile individuare quando dove e come si attiva una certa area cerebrale per stimoli standard sperimentali (linguaggio, memoria, emozioni, ecc.).
In ogni caso, la neurofisiologia moderna individua le facoltà mentali prevalentemente come "funzioni" che possono coinvolgere anche più aree cerebrali e, quantunque sia certamente la corteccia quella dove risiedono le facoltà più elevate, occorre tenere presente che esiste una sorta di "andata e ritorno" delle informazioni che coinvolgono parti più interne (amigdala, talamo, ipotalamo, ippocampo) e quelle corticali individuabili in corteccia frontale, corteccia parietale, corteccia temporale, corteccia occipitale.
Impropriamente il termine mente è utilizzato spesso come sinonimo di pensiero: quella “conversazione privata” con sé stessi che ciascuno conduce "all'interno della propria testa" durante ogni istante della vita. Uno degli attributi fondamentali della mente, in questo senso, è il suo essere o appartenere ad una sfera fondamentalmente privata.

## Storia della filosofia della mente
Cartesio fu il primo filosofo moderno a preferire il termine latino mens a quello di anima che riteneva equivoco perché poteva indicare, come in Aristotele, l'atto primo di un corpo fisico-organico, atto relativo alle funzioni vegetative e nutritive.
Un esponente di spicco della prospettiva sostanzialista è stato George Berkeley, vescovo anglicano e filosofo del XVIII secolo. Berkeley sosteneva che la materia non esiste, e che ciò che gli uomini percepiscono come mondo materiale non è nient'altro che un'idea nella mente di Dio, e che quindi la mente umana è una pura manifestazione dell'anima. Sono pochi i filosofi disposti oggi ad accettare una prospettiva così estrema, ma l'idea che la mente umana abbia una natura o un'essenza diversa e più alta del mero insieme delle operazioni del cervello, continua ad incontrare un largo consenso.
La dottrina di Berkeley è stata attaccata da Thomas Henry Huxley, biologo del XIX secolo, allievo di Charles Darwin, che sostenne i fenomeni della mente essere di un unico genere, e spiegabili esclusivamente a partire dai processi cerebrali. Huxley è vicino a quella scuola di pensiero materialista della filosofia inglese facente capo a Thomas Hobbes, che sosteneva nel XVII secolo che ogni evento mentale ha il suo fondamento fisico, sebbene le conoscenze biologiche dell'epoca non gli consentissero di individuare con precisione tali basi fisiche. Huxley conciliò la dottrina di Hobbes con quella di Darwin, dando così luogo alla moderna prospettiva materialista (o funzionalista).
Questa linea di pensiero è stata rinvigorita dalla costante espansione della conoscenza circa le funzioni del cervello umano. Nel XIX secolo non era possibile affermare con certezza in che maniera il cervello svolgesse certe funzioni quali ad esempio la memoria, l'emozione, la percezione e la ragione, e ciò lasciava ampio spazio alle teorie sostanzialistiche e metafisiche della mente. Ma ogni progresso nello studio del cervello rendeva queste posizioni sempre meno salde, fino al punto in cui è diventato innegabilmente chiaro che tutte le componenti della mente hanno la propria origine nel funzionamento del cervello.
Il razionalismo di Huxley, in ogni caso, è stato scosso all'inizio del XX secolo dalle idee di Sigmund Freud, che sviluppò una teoria dell'inconscio, sostenendo che i processi mentali di cui gli uomini sono soggettivamente coscienti non costituiscono che una piccola parte dell'intera attività mentale. Tale teoria può anche essere considerata come una ripresa dell'idea sostanzialistica in chiave secolare. Sebbene Freud non abbia mai negato che la mente sia una funzione del cervello, sostenne che la mente ha una coscienza sua propria della quale non siamo coscienti, che non possiamo controllare e alla quale è possibile accedere solo tramite la psicoanalisi (ed in particolare tramite l'interpretazione dei sogni). La teoria dell'inconscio di Freud, sebbene impossibile da dimostrare empiricamente, e quindi tutt'altro che dimostrata scientificamente, è stata ampiamente assorbita nella cultura occidentale ed ha fortemente influenzato la rappresentazione comune della mente.

### Il punto di vista del pensiero indiano
Mentre in Occidente è prevalsa a partire da Cartesio e almeno sino al XIX secolo la prospettiva dualista (con la sola eccezione di Spinoza per il quale "Dio = Mente" e "Mente = Uno-Tutto = Natura), nelle culture dell'Oriente prevale la visione olistica di una mente-anima globale, l'Ātman, riflessa nella mente degli uomini come Jivatman. Questa prospettiva della mente nel pensiero filosofico orientale, caratterizza il corso completamente differente del pensiero orientale rispetto a quello occidentale. 
All'interno di esso spicca il pensiero buddhista, secondo cui la mente non è un'entità, e nemmeno un sistema che esercita funzioni, ma piuttosto un processo e quindi è definita anche come "mentare". La mente (o "il mentare") secondo tale pensiero è un ponte tra anima (parte eterna dell'individuo) e corpo (parte mortale dell'individuo), a questo è dovuto il suo "irrequieto" movimento per unire due parti impossibili da unire tra loro, ossia l'assoluto e la morte.
Secondo il Buddhismo, la mente è un flusso di singoli istanti di esperienza consapevole e chiara. Nella sua condizione non illuminata, la mente esprime le proprie qualità quali pensieri, percezioni e ricordi grazie alla consapevolezza. La sua vera essenza illuminata è libera dall'attaccamento ad un sé e si sperimenta inseparabile dallo spazio come consapevolezza aperta, chiara ed illimitata.

### Natura della mente: dibattito attuale
I filosofi e gli psicologi restano divisi circa la natura della mente. Alcuni, partendo dalla cosiddetta prospettiva sostanzialista o essenzialista, sostengono che la mente sia una entità a sé, avente probabilmente il proprio fondamento funzionale nel cervello, ma essenzialmente distinta da esso. Quindi un'esistenza autonoma e come tale oggetto d'indagine. Questa prospettiva, facente capo a Platone, è stata successivamente assunta all'interno del pensiero cristiano e in qualche modo radicalizzata da Cartesio. 
Nella sua forma estrema, la prospettiva sostanzialista mette insieme con la prospettiva teologica il fatto che la mente sia un'entità completamente separata dal corpo, una manifestazione fisica dell'anima, e che essa sopravviva alla morte del corpo e ritorni a Dio, suo creatore. Altri ancora assumono la prospettiva funzionalista, facente capo ad Aristotele, la quale sostiene che la mente è soltanto un termine utilizzato per motivi di comodità ai fini della rappresentazione di una moltitudine di funzioni mentali che hanno poco in comune tra loro, ma riconoscibili attraverso la coscienza. 
La consapevolezza di possedere una mente e di poterne cogliere gli effetti percettivi e cogitativi trova in ogni caso il proprio centro nella coscienza. Gli studiosi distinguono una coscienza primaria o nucleare a cui competono quelle funzioni-base che si esprimono in "consapevolezza del mondo esterno", attraverso la percezione e in "consapevolezza del proprio corpo" attraverso la propriocezione autocoscienza. Tranne il fatto che gli uomini sono tutti coscienti della propria esistenza, i funzionalisti tendono a sostenere che gli attributi che denominiamo collettivamente la “mente” sono strettamente legati alle funzioni del cervello (la mente come attività del cervello) e non hanno esistenza autonoma rispetto a questo. In questa prospettiva la mente è una manifestazione soggettiva dell'esser coscienti: nient'altro che la facoltà del cervello di manifestarsi come coscienza. Il concetto della mente è quindi un mezzo tramite il quale il cervello cosciente comprende le sue stesse operazioni.

## Modelli mentali
In epoca moderna la complessità delle funzioni mentali ha indotto antropologi, psicoanalisti, filosofi e neurofisiologi a cercare di individuare strutture mentali a cui attribuire le diverse categorie funzionali di pensiero. Il principio di partenza è stato quello di considerare il pensiero come un prodotto del lavoro dei neuroni e delle sinapsi.

### Modelli psicoanalitici
I primi modelli mentali noti sono certamente quelli prodotti dagli psicoanalisti a cominciare da Sigmund Freud, che nelle diverse sue elaborazioni, sviluppate nella sua lunga attività, ha apportato mutamenti abbastanza importanti. Ad esempio se nel primo modello l'inconscio era l'insieme del rimosso, nella sostituzione con l'Es il rimosso diventa il prodotto di una "funzione" mentale, quale è appunto l'Es. Nasce così un modello abbastanza differente dal precedente Inconscio/Preconscio/Conscio, perché quello Es/Io/Super-io si presenta come una vera e propria struttura mentale, estesa tra irrazionalità e razionalità, e sposta la psicoanalisi freudiana dal livello puramente analitico-terapeutico a quello filosofico.
Alfred Adler non modifica sostanzialmente il modello freudiano ma lo arricchisce di elementi etici e sociologici che nel collega viennese erano abbastanza assenti. Coglie nell'istinto di autoaffermazione e sopraffazione dell'altro una spinta all'aggressività come la più importante pulsione psichica. Facendo questo Adler va in senso opposto alla modellizzazione pluralistica, tendendo a fare della mente umana un'unità funzionale.
Carl Gustav Jung è colui che più radicalmente modifica il modello freudiano, in senso metafisico e pluralistico.
Per Jung la mente, divisa in inconscio e io cosciente, viene a concentrarsi sul concetto di individualità personale che questo comporta. Un'individualità personale però piuttosto complessa, in quanto l'io ha dei "compagni", ed essi sono: la persona, l'ombra, l'anima-animus e il sé. In L'anima e la vita egli concepisce la mente come una dimora dove più funzioni si connettono a determinare ciò che è una certa personalità psichica, con l"io" nel suo centro circondato da una specie di corte di funzioni collaboratrici. La persona è vista come uno scudo dell'io verso il mondo esterno, per l'esattezza "un compromesso tra l'io e la società". La ombra è il lato oscuro dell'individualità ed è quindi un compagno visto come negativo. La anima-animus evoca un poco la dualità yin/yang taoista ed è insieme l'elemento maschile e quello femminile che ci sono in ognuno di noi. Il sé, infine è il fondo remoto da cui è nato l'io, la sua origine. Un sé è umano ma può anche essere visto come il ricettacolo di uno spirito divino.
L'importanza storica dei modelli psicoanalitici sta nell'aver smesso di considerare la mente come una struttura unitaria ma come un insieme articolato, dove le singole funzioni che fanno il lavoro mentale sono sicuramente connesse, ma non sempre univoche. E ciò non solo per le dinamiche psicopatologiche dissociative ben note alla clinica; lo studio dell'articolazione delle funzioni mentali è peraltro presente nelle più avanzate ricerche messe in opera dalle scienze cognitive, costrette ad ammettere la complessità della mente e la probabile impossibilità di assimilare del tutto il cervello umano ad un computer.

### Modelli filosofici
Il concetto di mente nasce nel XVII secolo con la divisione da parte di Cartesio dell'uomo in corpo (res extensa) e mente come sede del pensiero (res cogitans) nota come dualismo cartesiano. La separazione della sostanza che pensa da quella che esplica le funzioni vitali ha la sua ragion d'essere nella diversità funzionale, ma Cartesio ne fa una questione metafisica gravida di conseguenze. In ogni caso la dicotomizzazione fa sì che il corpo resti una evidente struttura polifunzionale, fatte salve le importanti componenti olistiche, mentre la mente fatta coincidere col pensiero diventa qualche cosa di immateriale che fa tutt'uno e con la funzione del pensare e con ciò che produce, cioè il pensiero. Separata dal corpo la mente diventa come pensiero un'entità immateriale ed astratta e nondimeno testimone della realtà dell'"existo" in ragione del "cogito".
John Locke sviluppa una fondamentale analisi del pensiero intelligente come produttore di idee, ma la sua attenzione si sofferma su queste e non sulla macchina che le produce. Alla fine la sua è una interessante analisi della tipologia delle idee per come sono, si formano, si coniugano verso il sempre più complesso con i suoi correlati, ma si occupa scarsamente delle modalità con cui si producono le differenze cogitative in senso funzionale e quindi in riferimento alla struttura mentale.
Immanuel Kant ha una visione piuttosto unitaria della mente col corpo attraverso una sintesi che è ad un tempo razionalistica ed empiristica, quindi in senso contrario alla dicotomia cartesiana. Ma da lì in poi subentrano nell'analisi della mente discipline nuove nate dalla medicina e verso la fine del Settecento il salto di qualità si ha con Pierre Cabanis il medico-filosofo che può esser considerato il fondatore della psicologia. 
A partire dalla fine del secolo XX l'indagine sulla mente si frammenta e lo psicoanalista e filosofo Umberto Galimberti individua una dozzina di nuove discipline che si occupano della mente: elementarismo, funzionalismo, associazionismo, comportamentismo, cognitivismo, psicologia della forma (Gestalt), fenomenologia, psicologia dell'Atto, psicoanalisi, psicologia sistemica, psicologia sociale, fisicalismo. Tutte queste discipline vengono a coniugarsi con la filosofia perché tutte, dal più al meno, da essa implicate.

### Modelli cognitivisti e computazionalisti
Il dibattito circa la natura della mente attiene soprattutto allo sviluppo dell'intelligenza artificiale. Se verrà scoperto che la mente è davvero qualcosa di separato (ovvero di più alto) dal funzionamento del cervello, quasi sicuramente sarà per sempre impossibile che una macchina, per quanto sofisticata, possa riprodurla. D'altro canto, se si scoprirà che la mente non è altro che un insieme di funzioni cerebrali correlate, sarà allora possibile – almeno in teoria – creare una macchina dotata di una mente.
La “Mind/Brain/Behavior Interfaculty Initiative (MBB)” intrapresa dalla università di Harvard ha lo scopo di mettere in luce la struttura, la funzione, l'evoluzione, lo sviluppo e la patologia del sistema nervoso in relazione al comportamento umano e alla vita della mente. Ciò in collaborazione con i dipartimenti di psicologia, neurobiologia, neurologia, biologia molecolare e cellulare, radiologia, psichiatria, biologia degli organismi e dell'evoluzione, storia delle scienze e linguistica.

### Modelli evoluzionistici
Quasi contemporaneamente un modello evoluzionista della mente è stato proposto negli USA da Gerald Edelman e in Francia da Jean-Pierre Changeux, ma essi differiscono per quanto riguarda la definizione sia sotto il profilo funzionale che sotto quello strutturale. Il modello di Edelman è la Teoria della Selezione dei Gruppi Neurali o più semplicemente darwinismo neurale, in essa si nega valore scientifico ai modelli computazionali, perché il cervello animale non ha nulla a che vedere col computer. Il darwinismo neurale si basa su tre principi evolutivi: 1° la selezione neurale nella fase dello sviluppo cerebrale in cui nasce la mappatura. 2° la selezione dei neuroni dovuta alle esperienze dell'animale uomo, attraverso le quali si forma un repertorio più avanzato di funzioni mentali. 3° il rientro connessionale attraverso il quale avviene la continua ricombinazione e implementazione dei circuiti per l'andare avanti e indietro dell'informazione raccolta nel vissuto esperienziale. Changeux propone invece un'architettura neuronale della mente su base esclusivamente epigenetica, per cui ogni mente evolve per trasformazione di mappe e circuiti in base alle proprie esperienze personali.